# Llista de topònims de Cava
Llista de topònims (noms propis de lloc) del municipi de Cava, a l'Alt Urgell
Informació actualitzada per un bot. Els canvis manuals es perdran quan s'actualitzi!

## borda
| imatge | Nom                    | Ubicat a | instància de | Detalls | coordenades                                                         | Protecció | Commons (més fotos) | Dades a WD                    |
| ------ | ---------------------- | -------- | ------------ | ------- | ------------------------------------------------------------------- | --------- | ------------------- | ----------------------------- |
|        | cortal d'Esplà de Mala | Cava     | borda        |         | 42° 20′ 27″ N, 1° 34′ 47″ E / 42.3407030865885°N,1.57972989465808°E |           |                     | Modifica les dades a Wikidata |
|        | cortal de la Peda      | Cava     | borda        |         | 42° 18′ 49″ N, 1° 38′ 41″ E / 42.313716219363°N,1.6446817326609°E   |           |                     | Modifica les dades a Wikidata |
|        | cortal del Fernando    | Cava     | borda        |         | 42° 20′ 10″ N, 1° 38′ 30″ E / 42.336196353243°N,1.6417713550162°E   |           |                     | Modifica les dades a Wikidata |
|        | cortal del Garreta     | Cava     | borda        |         | 42° 19′ 01″ N, 1° 38′ 52″ E / 42.3169747058707°N,1.64768462032138°E |           |                     | Modifica les dades a Wikidata |
|        | cortal del Pau Munt    | Cava     | borda        |         | 42° 19′ 32″ N, 1° 38′ 32″ E / 42.3254477784116°N,1.64222378367686°E |           |                     | Modifica les dades a Wikidata |
|        | cortal del Roig        | Cava     | borda        |         | 42° 18′ 35″ N, 1° 37′ 03″ E / 42.3098059884762°N,1.61748026920657°E |           |                     | Modifica les dades a Wikidata |
|        | les Videlles           | Cava     | borda        |         | 42° 18′ 50″ N, 1° 34′ 48″ E / 42.3138974680203°N,1.58012658696134°E |           |                     | Modifica les dades a Wikidata |

## castell
| imatge | Nom              | Ubicat a | instància de | Detalls                                   | coordenades                                                                                            | Protecció                                            | Commons (més fotos) | Dades a WD                    |
| ------ | ---------------- | -------- | ------------ | ----------------------------------------- | --- | ---------------------------------------------------- | ------------------- | ----------------------------- |
|        | Castell de Cava  | Cava     | castell      | Estil: arquitectura romànica 11st century | 42° 19′ 31″ N, 1° 36′ 24″ E / 42.325176°N,1.606742°E 1347 msnm                                         | bé d'interès cultural bé cultural d'interès nacional |                     | Modifica les dades a Wikidata |
|        | castell del Quer | Cava     | castell      | Estil: arquitectura romànica 12nd century | 42° 19′ 27″ N, 1° 38′ 11″ E / 42.3242°N,1.63636°E ca:Part més alta del poble del Querforadat 1414 msnm | bé d'interès cultural bé cultural d'interès nacional | Castell del Quer    | Modifica les dades a Wikidata |

## entitat singular de població
| imatge | Nom            | Ubicat a | instància de                                   | Detalls | coordenades                                                        | Protecció | Commons (més fotos) | Dades a WD                    |
| ------ | -------------- | -------- | ---------------------------------------------- | ------- | ------------------------------------------------------------------ | --------- | ------------------- | ----------------------------- |
|        | Ansovell       | Cava     | entitat singular de població capital municipal | 20 hab  | 42° 19′ 32″ N, 1° 35′ 01″ E / 42.3256°N,1.58361°E 1293 msnm        |           | Ansovell            | Modifica les dades a Wikidata |
|        | Cava           | Cava     | entitat singular de població                   | 6 hab   | 42° 19′ 30″ N, 1° 36′ 18″ E / 42.32498387°N,1.60512257°E 1293 msnm |           |                     | Modifica les dades a Wikidata |
|        | el Querforadat | Cava     | entitat singular de població                   | 14 hab  | 42° 19′ 25″ N, 1° 38′ 09″ E / 42.323689°N,1.635942°E 1383 msnm     |           | El Querforadat      | Modifica les dades a Wikidata |

## església
| imatge | Nom                                          | Ubicat a | instància de    | Detalls                                                 | coordenades | Protecció                   | Commons (més fotos)                          | Dades a WD                    |
| ------ | -------------------------------------------- | -------- | --------------- | ------------------------------------------------------- | --- | --------------------------- | -------------------------------------------- | ----------------------------- |
|        | Sant Climent de Cava                         | Cava     | església        | Estil: arquitectura popular                             | 42° 19′ 30″ N, 1° 36′ 18″ E / 42.3249°N,1.60498°E ca:Carrer de l'Església                                                      | bé cultural d'interès local | Sant Climent de Cava                         | Modifica les dades a Wikidata |
|        | Sant Cristòfol de Vinyoles                   | Cava     | església        | Estil: arquitectura romànica                            | 42° 20′ 29″ N, 1° 36′ 15″ E / 42.341451°N,1.60423°E                                                                            | bé cultural d'interès local |                                              | Modifica les dades a Wikidata |
|        | Sant Genís del Quer                          | Cava     | església        | Estil: arquitectura popular                             | 42° 19′ 24″ N, 1° 38′ 09″ E / 42.323437°N,1.635876°E                                                                           | bé cultural d'interès local | Sant Genís del Quer                          | Modifica les dades a Wikidata |
|        | Sant Martí d'Ansovell                        | Ansovell | església        | Estil: arquitectura romànica 12nd century Estat: ruïnós | 42° 19′ 40″ N, 1° 35′ 05″ E / 42.327824°N,1.584657°E 1316 msnm                                                                 | bé cultural d'interès local | Sant Martí d'Ansovell                        | Modifica les dades a Wikidata |
|        | el Boscal                                    | Cava     | església ermita | Estil: arquitectura popular                             | 42° 18′ 54″ N, 1° 35′ 11″ E / 42.314875757742°N,1.58641446894599°E ca:A 1 km d'Ansovell, al costat del camí Cardoner 1457 msnm | bé cultural d'interès local | Mare de Déu de Boscalt                       | Modifica les dades a Wikidata |
|        | església parroquial de Sant Martí d'Ansovell | Ansovell | església        | Estil: arquitectura popular 17th century                | 42° 19′ 30″ N, 1° 35′ 02″ E / 42.325068°N,1.583909°E ca:Pl. de l'Església, Ansovell 1340 msnm                                  | bé cultural d'interès local | Església parroquial de Sant Martí d'Ansovell | Modifica les dades a Wikidata |

## font
| imatge | Nom                  | Ubicat a | instància de | Detalls | coordenades                                                         | Protecció | Commons (més fotos) | Dades a WD                    |
| ------ | -------------------- | -------- | ------------ | ------- | ------------------------------------------------------------------- | --------- | ------------------- | ----------------------------- |
|        | font de Coll de Se   | Cava     | font         |         | 42° 20′ 45″ N, 1° 37′ 20″ E / 42.345868453214°N,1.62213873045352°E  |           |                     | Modifica les dades a Wikidata |
|        | font de Roca Dreta   | Cava     | font         |         | 42° 17′ 46″ N, 1° 37′ 03″ E / 42.2961876282581°N,1.61736578807801°E |           |                     | Modifica les dades a Wikidata |
|        | font de l'Orri       | Cava     | font         |         | 42° 20′ 06″ N, 1° 37′ 21″ E / 42.335064328299°N,1.6223746458704°E   |           |                     | Modifica les dades a Wikidata |
|        | font de la Boscurri  | Cava     | font         |         | 42° 17′ 55″ N, 1° 35′ 39″ E / 42.298697194789°N,1.5940529893366°E   |           |                     | Modifica les dades a Wikidata |
|        | font de les Gallines | Cava     | font         |         | 42° 17′ 39″ N, 1° 35′ 30″ E / 42.2941657308787°N,1.59172774544135°E |           |                     | Modifica les dades a Wikidata |
|        | font de les Marrades | Cava     | font         |         | 42° 18′ 32″ N, 1° 35′ 13″ E / 42.3088477955013°N,1.58690123761871°E |           |                     | Modifica les dades a Wikidata |
|        | font del Camp Bac    | Cava     | font         |         | 42° 18′ 42″ N, 1° 37′ 06″ E / 42.3117419614217°N,1.61820232275565°E |           |                     | Modifica les dades a Wikidata |
|        | font dels Alcaldes   | Cava     | font         |         | 42° 17′ 21″ N, 1° 37′ 46″ E / 42.2892191926707°N,1.62943893845566°E |           |                     | Modifica les dades a Wikidata |
|        | font dels Jugadors   | Cava     | font         |         | 42° 18′ 18″ N, 1° 35′ 03″ E / 42.304880157434°N,1.5842095191492°E   |           |                     | Modifica les dades a Wikidata |

## masia
| imatge | Nom                   | Ubicat a         | instància de | Detalls                      | coordenades                                                         | Protecció                      | Commons (més fotos) | Dades a WD                    |
| ------ | --------------------- | ---------------- | ------------ | ---------------------------- | ------------------------------------------------------------------- | ------------------------------ | ------------------- | ----------------------------- |
|        | Ca l'Hermano          | Cava             | masia        |                              | 42° 20′ 09″ N, 1° 34′ 59″ E / 42.3357565142545°N,1.58317928454589°E |                                |                     | Modifica les dades a Wikidata |
|        | Cal Pere Joan         | Cava             | masia        |                              | 42° 20′ 31″ N, 1° 36′ 14″ E / 42.3420640697107°N,1.60401490198299°E |                                |                     | Modifica les dades a Wikidata |
|        | Cal Ponet             | Cava             | masia        |                              | 42° 20′ 07″ N, 1° 34′ 52″ E / 42.3351621360261°N,1.58099560023664°E |                                |                     | Modifica les dades a Wikidata |
|        | Cal Pubill            | Cava             | masia        |                              | 42° 19′ 17″ N, 1° 36′ 51″ E / 42.321456799627°N,1.6141767079187°E   |                                |                     | Modifica les dades a Wikidata |
|        | Cal Queló             | Cava             | masia        |                              | 42° 19′ 53″ N, 1° 38′ 43″ E / 42.3313571816263°N,1.64539809017871°E |                                |                     | Modifica les dades a Wikidata |
|        | Casa Bima             | Cava             | masia        |                              | 42° 20′ 21″ N, 1° 38′ 59″ E / 42.3392°N,1.64966°E                   |                                |                     | Modifica les dades a Wikidata |
|        | Casa Ferrer           | Cava             | masia        |                              | 42° 20′ 08″ N, 1° 34′ 50″ E / 42.3355185154414°N,1.58068412821017°E |                                |                     | Modifica les dades a Wikidata |
|        | Mas de Vinyoles       | Cava             | masia        | Estil: arquitectura romànica | 42° 20′ 26″ N, 1° 36′ 02″ E / 42.34064°N,1.600564°E                 | bé cultural d'interès nacional |                     | Modifica les dades a Wikidata |
|        | Serra dels Verdiguers | Cava             | masia        |                              | 42° 20′ 29″ N, 1° 35′ 55″ E / 42.3414229976675°N,1.59871198768012°E |                                |                     | Modifica les dades a Wikidata |
|        | la Barceloneta        | Alàs i Cerc Cava | masia        |                              | 42° 18′ 39″ N, 1° 34′ 02″ E / 42.310971507543°N,1.5670860720101°E   |                                |                     | Modifica les dades a Wikidata |
|        | la Garrava            | Cava             | masia        |                              | 42° 19′ 28″ N, 1° 38′ 57″ E / 42.324577765583°N,1.6493030441895°E   |                                |                     | Modifica les dades a Wikidata |

## muntanya
| imatge | Nom                       | Ubicat a                | instància de | Detalls    | coordenades                                                             | Protecció | Commons (més fotos) | Dades a WD                    |
| ------ | ------------------------- | ----------------------- | ------------ | ---------- | ----------------------------------------------------------------------- | --------- | ------------------- | ----------------------------- |
|        | Puig Rodon                | Cava                    | muntanya     |            | 42° 18′ 43″ N, 1° 36′ 30″ E / 42.3119°N,1.60829°E 1473 msnm             |           |                     | Modifica les dades a Wikidata |
|        | Roca Dreta                | Cava                    | muntanya     |            | 42° 17′ 23″ N, 1° 36′ 49″ E / 42.2898°N,1.61368°E 2343.1 msnm           |           |                     | Modifica les dades a Wikidata |
|        | Roca Grossa               | Cava                    | muntanya     |            | 42° 17′ 27″ N, 1° 36′ 20″ E / 42.2907°N,1.60547°E 2474.3 msnm           |           |                     | Modifica les dades a Wikidata |
|        | Roca de la Balma          | Cava                    | muntanya     |            | 42° 17′ 24″ N, 1° 37′ 13″ E / 42.29°N,1.62038056°E 2382.3 msnm          |           |                     | Modifica les dades a Wikidata |
|        | Roca del Gònec            | Cava                    | muntanya     |            | 42° 17′ 27″ N, 1° 35′ 29″ E / 42.29070556°N,1.591375°E 2382.7 msnm      |           |                     | Modifica les dades a Wikidata |
|        | Roca del Mig              | Cava                    | muntanya     |            | 42° 17′ 26″ N, 1° 36′ 36″ E / 42.2906°N,1.61011°E 2388.9 msnm           |           |                     | Modifica les dades a Wikidata |
|        | Roca del Viladre          | Cava                    | muntanya     |            | 42° 17′ 21″ N, 1° 35′ 58″ E / 42.28906667°N,1.59943056°E 2452.4 msnm    |           |                     | Modifica les dades a Wikidata |
|        | Torreta de Cadí           | Cava la Vansa i Fórnols | muntanya     |            | 42° 17′ 13″ N, 1° 35′ 03″ E / 42.2870741235°N,1.58419812657°E 2562 msnm |           | Torreta de Cadí     | Modifica les dades a Wikidata |
|        | Tossal de Collada Jussana | Cava                    | muntanya     |            | 42° 18′ 05″ N, 1° 37′ 59″ E / 42.3013°N,1.63307°E 1895.9 msnm           |           |                     | Modifica les dades a Wikidata |
|        | Tossal del Puig           | Cava                    | muntanya     |            | 42° 18′ 02″ N, 1° 38′ 37″ E / 42.3006225°N,1.64364722°E 1890.9 msnm     |           |                     | Modifica les dades a Wikidata |
|        | Tossal del Quer           | Cava                    | muntanya     |            | 42° 19′ 25″ N, 1° 37′ 30″ E / 42.323748°N,1.624994°E 1818 msnm          |           |                     | Modifica les dades a Wikidata |
|        | Tossal dels Jugadors      | Cava                    | muntanya     |            | 42° 17′ 58″ N, 1° 38′ 00″ E / 42.29941111°N,1.63346111°E 1943.3 msnm    |           |                     | Modifica les dades a Wikidata |
|        | Turó de Boscalt           | Cava                    | muntanya     | Alt: 1509m | 42° 18′ 59″ N, 1° 35′ 16″ E / 42.31638889°N,1.58781944°E 1509.5 msnm    |           |                     | Modifica les dades a Wikidata |
|        | Turó de les Llongaderes   | Cava                    | muntanya     |            | 42° 19′ 41″ N, 1° 34′ 33″ E / 42.32816667°N,1.57573889°E 1504.2 msnm    |           |                     | Modifica les dades a Wikidata |
|        | Vulturó                   | Josa i Tuixén Cava      | muntanya     |            | 42° 17′ 09″ N, 1° 38′ 11″ E / 42.2857798845°N,1.63642947853°E 2649 msnm |           | El Vulturó (Cadí)   | Modifica les dades a Wikidata |
|        | el Grau                   | Cava                    | muntanya     |            | 42° 20′ 11″ N, 1° 34′ 32″ E / 42.33648333°N,1.57566667°E 1415.1 msnm    |           |                     | Modifica les dades a Wikidata |
|        | la Guàrdia                | Cava                    | muntanya     |            | 42° 18′ 28″ N, 1° 38′ 35″ E / 42.30774444°N,1.64310833°E 1634.4 msnm    |           |                     | Modifica les dades a Wikidata |

## serra
| imatge | Nom                  | Ubicat a                 | instància de | Detalls | coordenades                                                                   | Protecció | Commons (més fotos) | Dades a WD                    |
| ------ | -------------------- | ------------------------ | ------------ | ------- | ----------------------------------------------------------------------------- | --------- | ------------------- | ----------------------------- |
|        | Serra del Verdiguers | Cava                     | serra        |         | 42° 19′ 19″ N, 1° 34′ 38″ E / 42.322°N,1.57736°E 1551.8 msnm                  |           |                     | Modifica les dades a Wikidata |
|        | serra de Cava        | Cava                     | serra        |         | 42° 20′ 22″ N, 1° 37′ 00″ E / 42.3395°N,1.61667°E 1611.1 msnm                 |           |                     | Modifica les dades a Wikidata |
|        | serra de Mataplana   | Cava Montellà i Martinet | serra        |         | 42° 18′ 14″ N, 1° 39′ 18″ E / 42.303944°N,1.655076°E serra del Cadí 1894 msnm |           | Serra de Mataplana  | Modifica les dades a Wikidata |
|        | serra de Maçaners    | Alàs i Cerc Cava         | serra        |         | 42° 18′ 48″ N, 1° 34′ 12″ E / 42.31339167°N,1.56994444°E 1547.5 msnm          |           |                     | Modifica les dades a Wikidata |
|        | serrat de la Font    | Cava Montellà i Martinet | serra        |         | 42° 20′ 15″ N, 1° 39′ 31″ E / 42.33740278°N,1.65871111°E 1583.5 msnm          |           |                     | Modifica les dades a Wikidata |

## Misc
| imatge | Nom                       | Ubicat a                                                                                     | instància de             | Detalls                     | coordenades                                                         | Protecció                   | Commons (més fotos) | Dades a WD                    |
| ------ | ------------------------- | -------------------------------------------------------------------------------------------- | ------------------------ | --------------------------- | ------------------------------------------------------------------- | --------------------------- | ------------------- | ----------------------------- |
|        | Molí del Quer             | Cava                                                                                         | molí d'aigua             |                             | 42° 19′ 39″ N, 1° 38′ 26″ E / 42.3274646233317°N,1.64066330115936°E |                             |                     | Modifica les dades a Wikidata |
|        | Pont de la Plana          | Cava                                                                                         | pont                     | Estil: arquitectura popular |                                                                     | bé cultural d'interès local |                     | Modifica les dades a Wikidata |
|        | avenc de Bima             | Cava                                                                                         | avenc                    |                             | 42° 20′ 26″ N, 1° 39′ 04″ E / 42.3405123803333°N,1.65118625541408°E |                             |                     | Modifica les dades a Wikidata |
|        | casa consistorial de Cava | Cava                                                                                         | casa consistorial        |                             | 42° 19′ 31″ N, 1° 35′ 02″ E / 42.3251811°N,1.5840139°E              |                             |                     | Modifica les dades a Wikidata |
|        | cova del Vaixell          | Cava                                                                                         | cova                     |                             | 42° 20′ 17″ N, 1° 38′ 22″ E / 42.3379675863502°N,1.63932030048138°E |                             |                     | Modifica les dades a Wikidata |
|        | la Balma                  | Cava                                                                                         | abric rocós              |                             | 42° 17′ 33″ N, 1° 37′ 10″ E / 42.292377090027°N,1.61952339200618°E  |                             |                     | Modifica les dades a Wikidata |
|        | serra del Cadí            | Cava Josa i Tuixén Saldes Gisclareny Montellà i Martinet Alàs i Cerc la Vansa i Fórnols Bagà | serralada àrea protegida | Llarg: 22.6km Ample: 8km    | 42° 17′ 08″ N, 1° 38′ 09″ E / 42.285691°N,1.635761°E                |                             | Serra del Cadí      | Modifica les dades a Wikidata |